# Петровский (Искитимский район)
Петровский — упразднённый посёлок в Искитимском районе Новосибирской области. На момент упразднения входил в состав Верх-Коёнского сельсовета. Исключен из учётных данных в 1970 году.

## География
Посёлок располагался на реке Большой Елбак выше впадения в нёё ручья Сквознуха, в 7,5 км (по прямой) к северо-востоку от села Елбаши.

## История
Посёлок был основан в 1918 году. В 1928 году состоял из 35 хозяйств. В административном отношении входил в состав Елбашского сельсовета Бердского района Новосибирского округа Сибирского края. В посёлке размешалась школа 1-й ступени.
Решением Новосибирского облисполкома от 20.07.1970 г. № 505 посёлок исключен из учётных данных как фактически не существующий.

## Население
По переписи 1926 г. в поселке проживало 178 человек (85 мужчин и 93 женщины), основное население — русские